# Ghana
Ghana, plným názvem Ghanská republika, je stát v západní Africe. Sousedí na severu s Burkina Faso, na východě s Togem, na západě s Pobřežím slonoviny, jeho jižní pobřeží omývají vody Guinejského zálivu.
Ghana se rozkládá na ploše 238 535 kilometrů čtverečních, tvořené různorodou krajinou, od pobřežních savan až po tropické deštné lesy. Ghana má jako řada jiných afrických zemí překotně rostoucí populaci. Zatímco v roce 1990 měla 14 milionů obyvatel, roku 2019 to bylo již více než dvakrát tolik. S více než 31 miliony obyvatel je dnes Ghana po Nigérii druhou nejlidnatější zemí západní Afriky. Hlavním a největším městem je Akkra. Mezi další velká města patří Kumasi, Tamale a Sekondi-Takoradi.
Ghana je mnohonárodní stát, kde sídlí řada etnických, jazykových a náboženských skupin. Největší etnickou skupinou jsou Akanové. Většina Ghaňanů jsou křesťané (povětšinou protestanti), téměř šestina jsou muslimové a desetina vyznává tradiční víry nebo se nehlásí k žádnému náboženství. Oficiálním jazykem země je angličtina, mluví se ale i řadou místních jazyků, jedenáct z nich má polooficiální status.
Prvním významným státem na území Ghany bylo království Bono v 11. století. V průběhu staletí vznikala další království jako království Dagbon na severu nebo Ašantská říše na jihu. Na začátku 15. století začal zemi ovlivňovat evropský kolonialismus, zprvu portugalský. Na konci 19. století se prosadil britský vliv. Dne 6. března 1957 Ghana vyhlásila nezávislost, a stala se tak první kolonií v subsaharské Africe, která jí dosáhla. Následně se stala velkým podporovatelem dekolonizace a panafrického hnutí.
Ghana je unitární stát, prezidentská republika a ústavní demokracie. Od roku 1993 si udržuje jeden z nejsvobodnějších a nejstabilnějších režimů na kontinentu a relativně dobře si vede v hodnoceních zdravotní péče, ekonomického růstu a lidského rozvoje. Na africké poměry je to bohatý stát, podle Mezinárodního měnového fondu se jeho hrubý domácí produkt v paritě kupní síly pohybuje zhruba na úrovni Slovenska či Běloruska, okolo sedmdesátého místa na světě. V Africe jde o devátou největší národní ekonomiku. Polovinu exportu tvoří zlato. Jeho těžba tvořila páteř místní ekonomiky po většinu historie.
Ghana je členem Hnutí nezúčastněných zemí, Africké unie, Hospodářského společenství západoafrických států (ECOWAS) a Commonwealthu.

## Historie

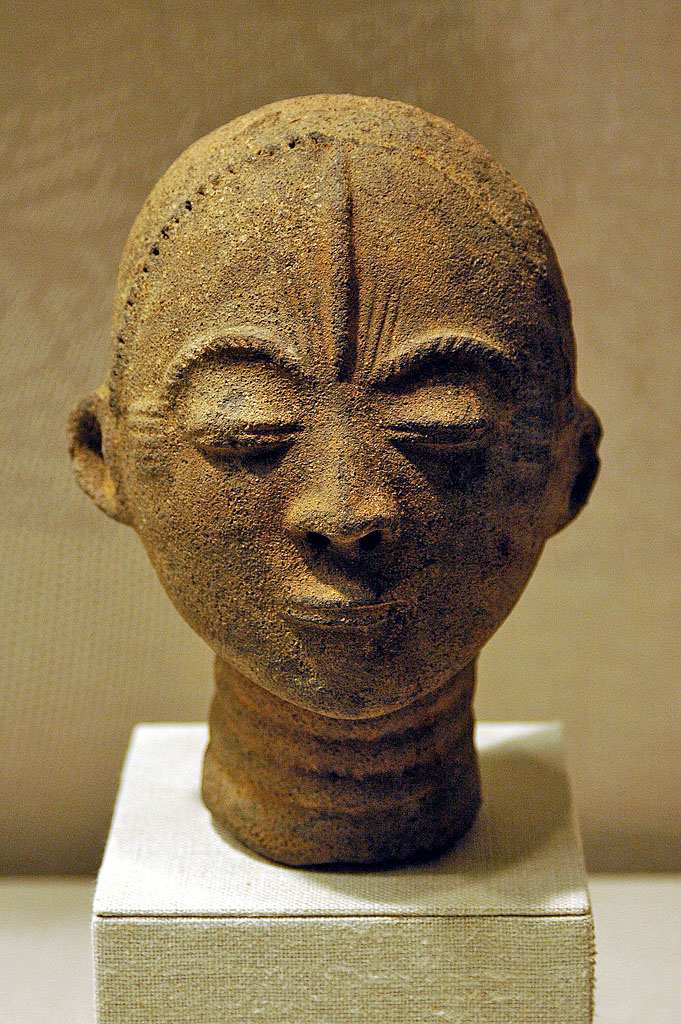
Terakota ze 16.–17. století

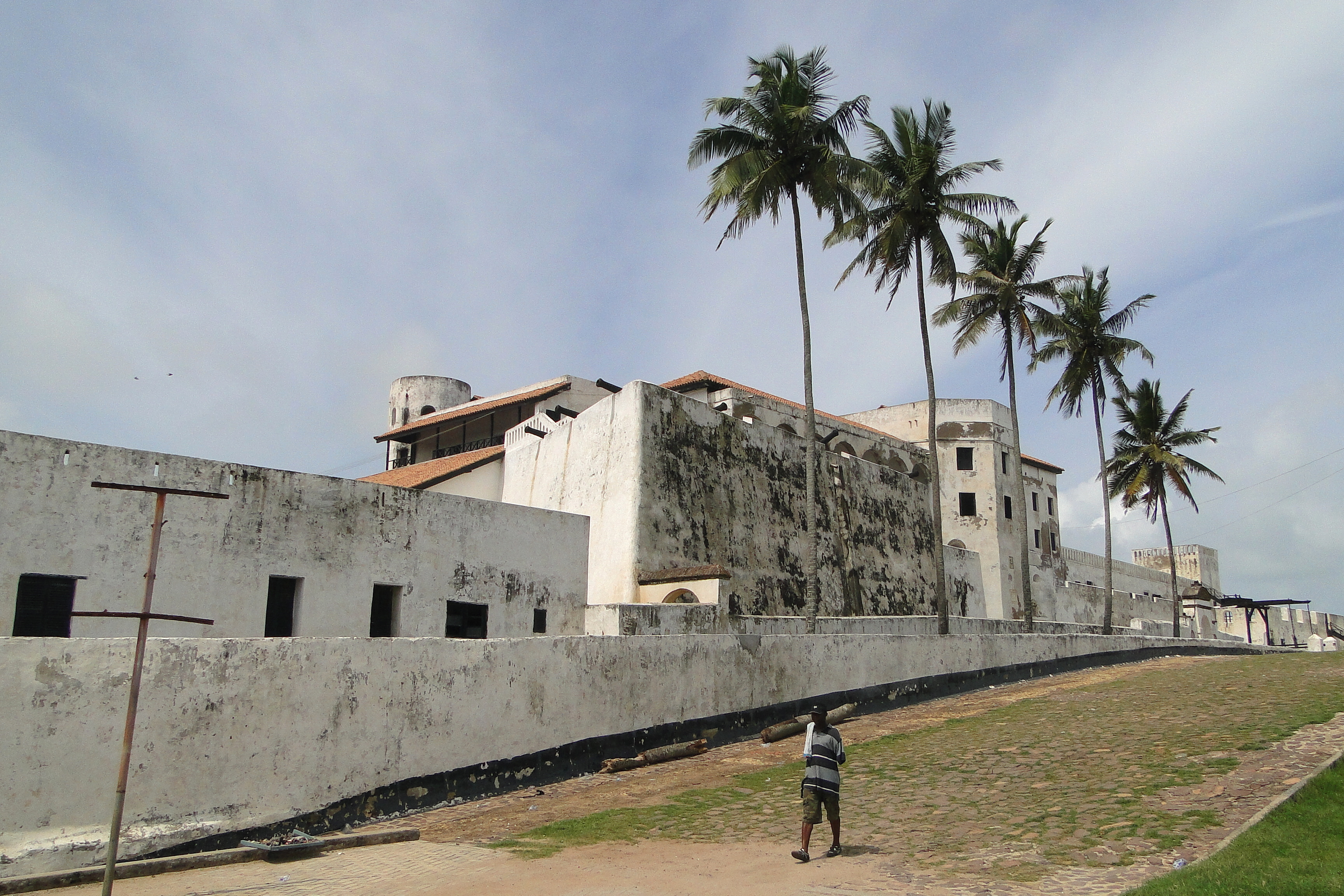
Portugalský hrad Elmina, dnes památka UNESCO

Archeologické pozůstatky nalezené na pobřeží naznačují, že tato oblast byla osídlena již od doby bronzové (asi 2000 př. n. l.). Ovšem společnosti založené na rybolovu v rozsáhlých lagunách a řekách zanechaly jen málo stop. Archeologové také naznačují, že centrální Ghana byla osídlena zhruba okolo roku 1000 př. n. l.
Státní organizace má v oblasti hluboké kořeny. Berberský historik a geograf Al-Jakubí popsal v 9. století Ghanu jako „jeden ze tří nejvíce organizovaných států v regionu“, mínil tíž ovšem patrně oblast ležící spíše na území dnešního Mali, byť se o tom vedou spory. Jiné doklady a záznamy o této státní organizaci se nedochovaly. Víme jen, že se již tehdy v této oblasti těžilo zlato a místní obchodovali s obchodníky ze Súdánu a Středomoří. Tento stát se podle Jakubího nazýval Ghana, což v překladu znamenalo „silný král-válečník“. Když v roce 1957 vznikl moderní ghanský stát, rozhodli se jeho zakladatelé pro zemi užívat právě tento prastarý název, navzdory sporům o lokalizaci staré Ghany, a to proto, aby byly zdůrazněny hluboké kořeny ghanské kultury a aby byl název také co nejobecnější a umožnil sjednocení velkého počtu různorodých etnických, jazykových a náboženských skupin.
Pozdější, již plně historické a doložené státy se ovšem nazývaly jinak a vytvořila je jiná etnika než starověkou Ghanu. Ta patrně přišla z oblasti dnešního Súdánu, nejspíše v souvislosti s výše uvedeným obchodem se zlatem. V 11. století na jihu dnešní Ghany (na území dnes zvaném Brong-Ahafo) utvořila stát zvaný Bono, nebo Bonoman. Kmen, který ho vytvořil, se nazýval Bonové, a byl to jeden z akanských kmenů. Ve 12. století začal těžit zlato, díky čemuž jeho stát zbohatl. Městskými centry státu byly Bono Manso, Begho a Bonduku. Úpadek nastal tehdy, když se velké skupiny obyvatel začaly stěhovat ze země, ve snaze osídlit jiné oblasti a nalézt tam nová ložiska zlata.  
Rovněž v 11. století má mít kořeny ještě jeden stát, který se rozkládal na severu Ghany. Království Dagbon vytvořili Dagombové, kteří mluvili gurskými jazyky, z čehož se dá usuzovat, že přišli do oblasti z Burkiny Faso. Přestože vládci tohoto státu nebyli obvykle muslimové, muslimy vítali ve své zemi jako zákoníky a lékaře. V důsledku toho ovlivnil islám sever dnešní Ghany. První vůdce dagombského státu se měl nazývat Naa Gbewaa. Hlavním městem byla Gambaga. Zemi rozvrátila občanská válka, v jejímž důsledku se rozpadla na řadu menších států: Dagbon, Mampruga, Mossi, Nanumba nebo Waly.

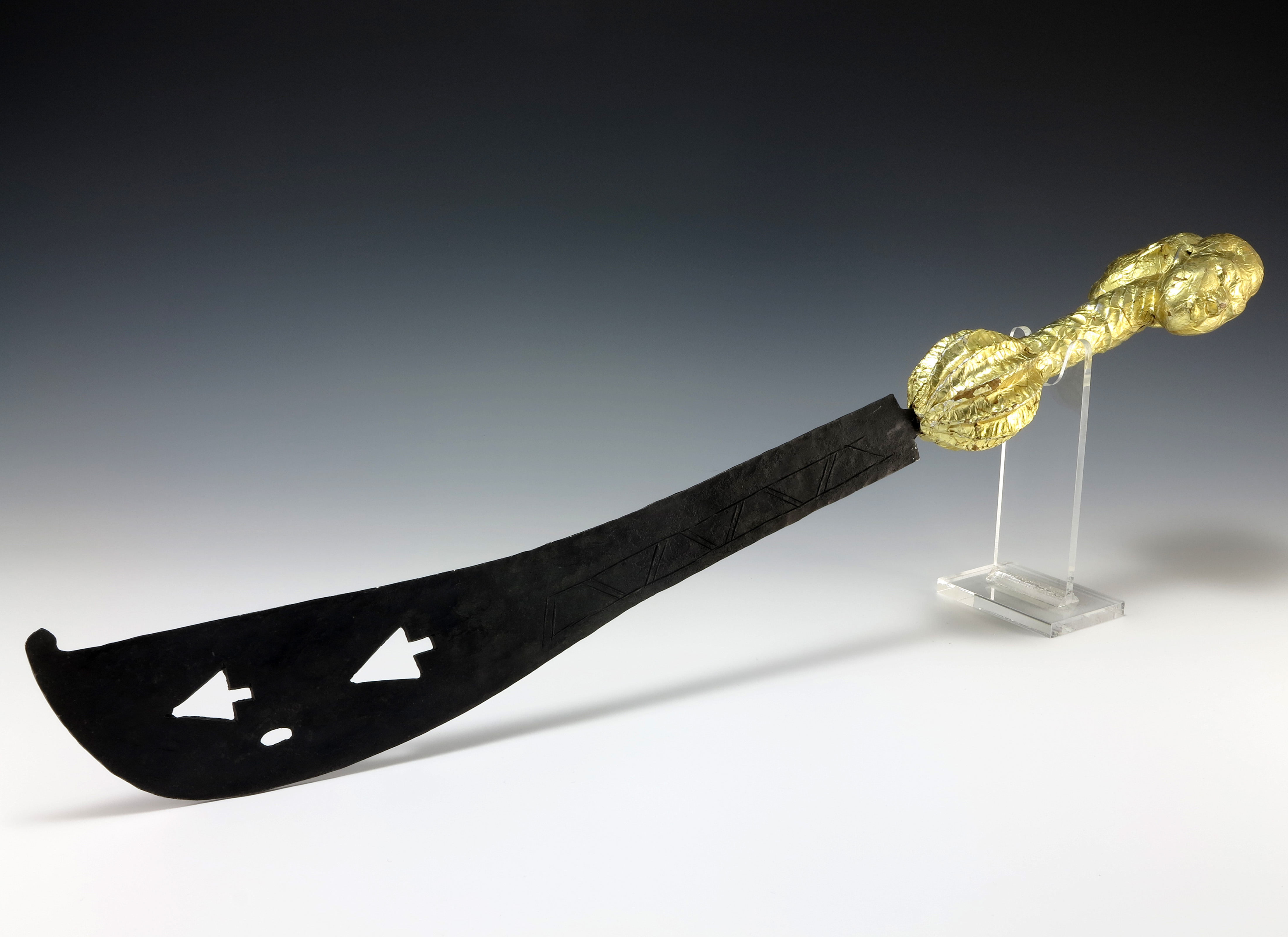
Ašantský rituální meč

Akanové se tak nakonec ve svých státotvorných snahách ukázali jako úspěšnější. Bonoman sice padl, ale vznikla řada jiných akanských států: Ašanti, Denkyira, Mankessim, Akwamu. Na konci 15. století akansky mluvící lidé osídlili i oblast deštného pralesa, s příchodem plodin z jihovýchodní Asie a Ameriky, které bylo možné přizpůsobit tamním podmínkám – šlo o čirok, banány a maniok. Na začátku 16. století evropské zdroje zaznamenaly existenci akanských států Akan a Twifu v údolí řeky Ofin. Nakonec se ale ze všech akanských států ukázalo nejmocnějším Ašanti, z něhož vznikla Ašantská říše, jež ovládla většinu ostatních oblastí v dnešní Ghaně. K expanzi a pohlcení ostatních akanských států došlo především za vlády Oti Akentena v letech 1630–1660. Vláda Ašantské říše fungovala nejprve jako volná síť, ale nakonec bylo vybudováno centralizované království s vyspělou, vysoce specializovanou byrokracií soustředěnou v hlavním městě Kumasi. Na centralizačním procesu měl zásluhu především král Osei Tutu (zemřel asi 1717). Ekonomika byla založená na zlatu a zlatých slitcích. V 18. století Ašantská říše ovládla severní dagombské státy, především za vlády krále Opoku Ware I. (zemřel 1750).

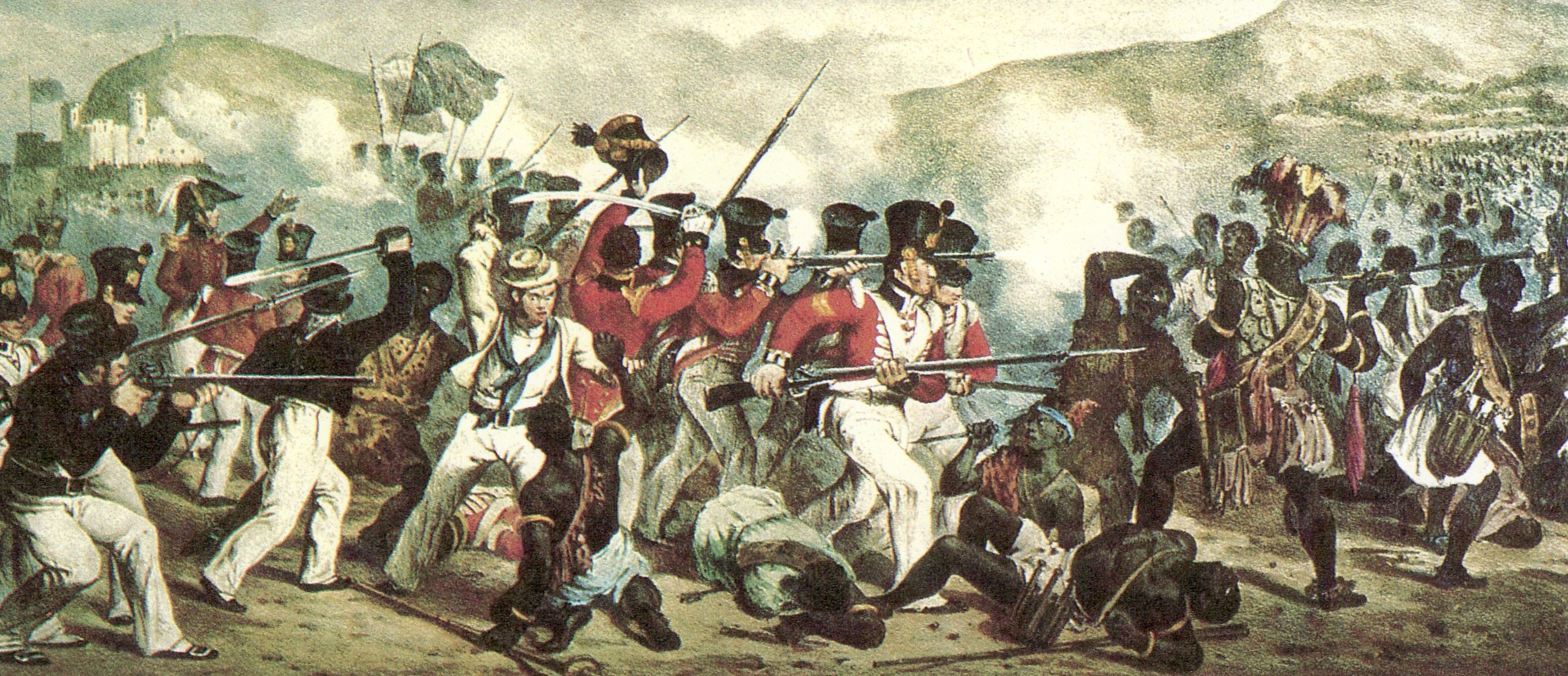
Bitva Britů s vojáky Ašantské říše

K prvnímu kontaktu Akanů s Evropany došlo roku 1471. Byli to Portugalci a měli zájem o zlato. Zřídili své obchodní zastoupení v pobřežní osadě zvané Anomansah, kterou přejmenovali na São Jorge da Mina. Celé území nazývali Costa do Ouro, tedy Zlaté pobřeží, což byl název, který posléze přijali i jiní Evropané. V roce 1481 portugalský král Jan II. pověřil Dioga de Azambuju postavením hradu Elmina, který byl dokončen za tři roky. V roce 1598 se do ghanského obchodu se zlatem zapojili i Nizozemci. Založili Nizozemské zlaté pobřeží (Nederlandse Bezittingen ter Kuste van Guinea) a postavili pevnosti ve Fort Komenda a Kormantsi. V roce 1617 Nizozemci dobyli portugalské pevnosti a obchod ovládli. Do poloviny 17. století se do obchodování se zlatem zapojili další evropští obchodníci, zejména Švédové, kteří založili Švédské zlaté pobřeží (Svenska Guldkusten), a také království Dánsko-Norsko, které založilo Dánské zlaté pobřeží (Danske Guldkyst). Počínaje 17. stoletím se krom obchodu se zlatem začal rozvíjet též obchod s otroky. Podíleli se na něm portugalští, holandští, angličtí a francouzští obchodníci. Brzy se začali zapojovat i Němci, což přimělo Brity oblast začít více ovládat. V roce 1874 Británie převzala přímou vládu nad některými částmi země. Mezi britskými kolonialisty a různými akanskými státy došlo k mnoha vojenským střetnutím. Největší válka vypukla s Ašantskou říší. Je nazývána Anglo-ašantskou válkou (spíše jde o sérii konfliktů) a probíhala zhruba v letech 1824 až 1900. Ašantské království válku nakonec prohrálo. 

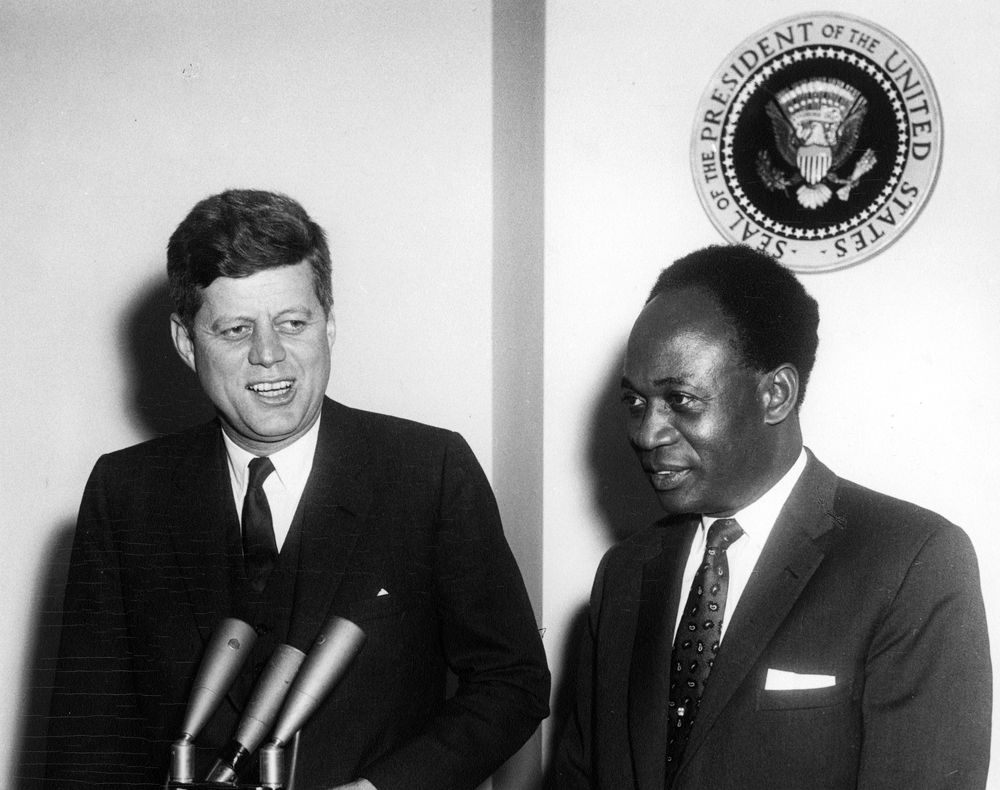
Kwame Nkrumah s americkým prezidentem Kennedym

Od začátku 20. století do roku 1957 tak byla Ghana državou Velké Británie pod názvem Zlatonosné pobřeží. V roce 1949 nacionalistický politik Kwame Nkrumah založil Smluvní lidovou stranu s mottem „Samostatnost nyní“. Zahájila kampaň „pozitivní akce“, která zahrnovala nenásilné protesty, stávky a nespolupráci s britskými úřady. Nkrumah byl Brity zatčen, ale již v roce 1952 se stal předsedou vlády. Dne 6. března 1957 vyhlásil nezávislost země, a Ghana se tak stala první kolonií v subsaharské Africe, které se to podařilo. Po ústavním referendu byla 1. července 1960 vyhlášena republika a Ghana tak odvrhla i britského monarchu ve svém čele (6. březen je dnes v Ghaně Dnem nezávislosti, zatímco 1. červenec se slaví jako Den republiky). Prvním prezidentem se stal Nkrumah. Byl poté vůdčí osobností panafrikanismu a jedním ze zakladatelů mezivládní Organizace africké jednoty, kterou v roce 2002 vystřídala Africká unie. Panafrické myšlenky si Nkrumah osvojil během svých studií ve Spojených státech, kde ho ovlivnil jamajský aktivista Marcus Garvey a černošský socialista William Edward Burghardt Du Bois. Toho po zisku moci Nkrumah pozval do Ghany, kde dožil - ostatně hlásal, že by se všichni američtí černoši měli vrátit do Afriky, což je idea, která je v Ghaně stále aktuální. I Nkrumah převzal socialistické myšlenky a stále více se sbližoval s východním blokem. Budoval si kult osobnosti, v rámci nějž byl nazýván Spasitel. Stále více si osvojoval též diktátorské metody. Kvůli tomu všemu byl svržen vojenským převratem vedeným plukovníkem Emmanuel Kwasi Kotokou v roce 1966 (tzv. operace Cold Chop). K puči došlo během Nkrumahovy cesty do Číny a Vietnamu, kde chtěl dojednat mír. Prezident pak žil v exilu v Guineji, která ho prohlásila „čestným spoluprezidentem země“. Zemřel v Bukurešti.

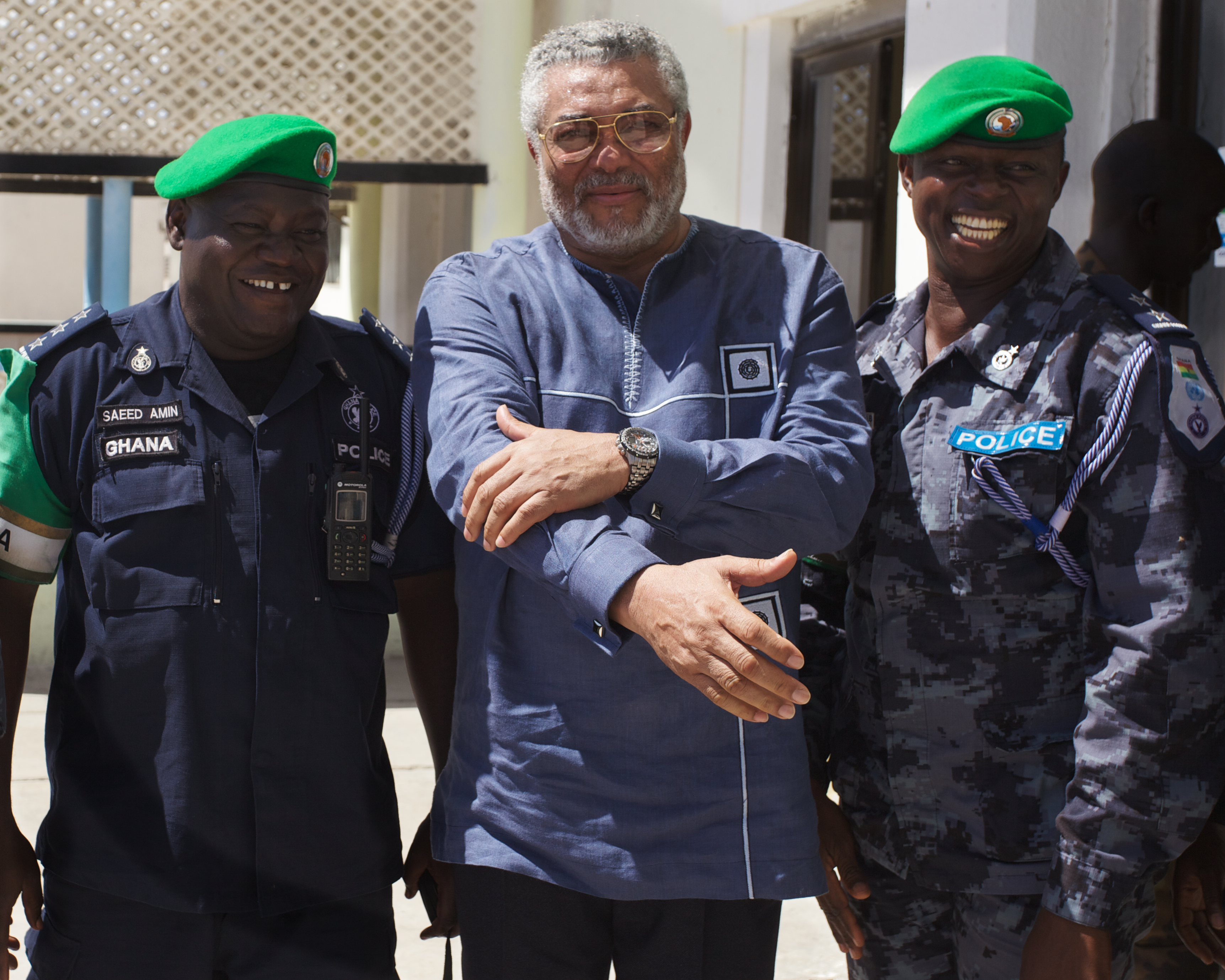
Jerry Rawlings

Do čela země se postavil generál Joseph Arthur Ankrah, který vládl až do roku 1969. Vláda vzešlá z demokratických voleb v roce 1969 však nebyla schopná čelit narůstajícím hospodářským obtížím. Prezident Edward Akufo-Addo, jakož i vláda Kofiho Busii, byli svrhnuti nenásilným převratem v roce 1972. V následujících letech proběhlo ještě několik pučů a v roce 1981 začala vláda diktátora Jerryho Rawlingse, který pozastavil platnost ústavy a zakázal politické strany. V důsledku hospodářského úpadku stovky tisíc obyvatel odešlo hledat obživu do sousedních států.
Začátkem 90. let 20. století přistoupil Rawlings k liberalizaci poměrů a byla vyhlášena nová ústava. V roce 1992 byl pak Rawlings ve svobodných volbách zvolen prezidentem a byl zvolen i podruhé v roce 1996. Ústava nedovolovala třetí funkční období, a proto Rawlingsova strana Národní demokratický kongres zvolila v roce 2001 jako kandidáta dosavadního viceprezidenta Johna Atta Millse. Volby vyhrál jeho protikandidát John Kufuor z opoziční Nové vlastenecké strany. Ve volbách roku 2004 se opakovalo jeho volební vítězství. Z voleb v roce 2009 vyšel vítězně J. A. Mills. Ten pak roku 2012 zemřel ve funkci. Nahradil ho viceprezident John Dramani Mahama, jenž byl záhy zvolen prezidentem i v řádných volbách. V roce 2016 triumfovala znovu opozice a do úřadu byl zvolen Nana Akufo-Addo. V roce 2020 byl znovuzvolen. Od demokratizace v roce 1992 tak došlo třikrát k předání moci mezi dvěma opozičními stranami, což svědčí o stabilitě demokracie v Ghaně.

## Státní symboly

### Vlajka
Ghanská vlajka je list o poměru stran 2:3 a skládá se ze tří vodorovných pruhů: červeného, zlatého a zeleného. Uprostřed zlatého pruhu je černá pěticípá hvězda, dotýkající se cípy krajních pruhů.

### Znak
Ghanský státní znak je tvořen modrým, zlatě lemovaným štítem, který je rozdělen na čtyři pole zeleným, taktéž zlatě lemovaným křížem se zlatým, kráčejícím britským lvem uprostřed. První pole obsahuje zlatou, písařskou hůl, zkříženou se zlatým, obřadním mečem. Ve druhém poli je stříbrný hrad na zlatém kopci, vystupujícím z moře. Ve třetím poli je kakaovník a ve čtvrtém je důl na těžbu zlata. Nad štítem je točenice v národních barvách (červeno-zeleno-žlutá) a na ni v klenotu černá, zlatě lemovaná, pěticípá hvězda. Štít stojí na půdě se zeleným trávníkem, kolem níž je zlatá stuha s červeným nápisem FREEDOM AND JUSTICE (česky Svoboda a spravedlnost). Štítonoši jsou dvě zlaté orlice s roztaženými křídly, červenou zbrojí a dekorované hvězdou, zavěšenou na krku na stuze v národních barvách.

### Hymna
Ghanská hymna je píseň God Bless Our Homeland Ghana (česky Bůh žehnej naší vlasti Ghaně). Hudbu a původní text napsal Filip Gbeho, text byl však po převratu v roce 1966 upraven.

## Geografie

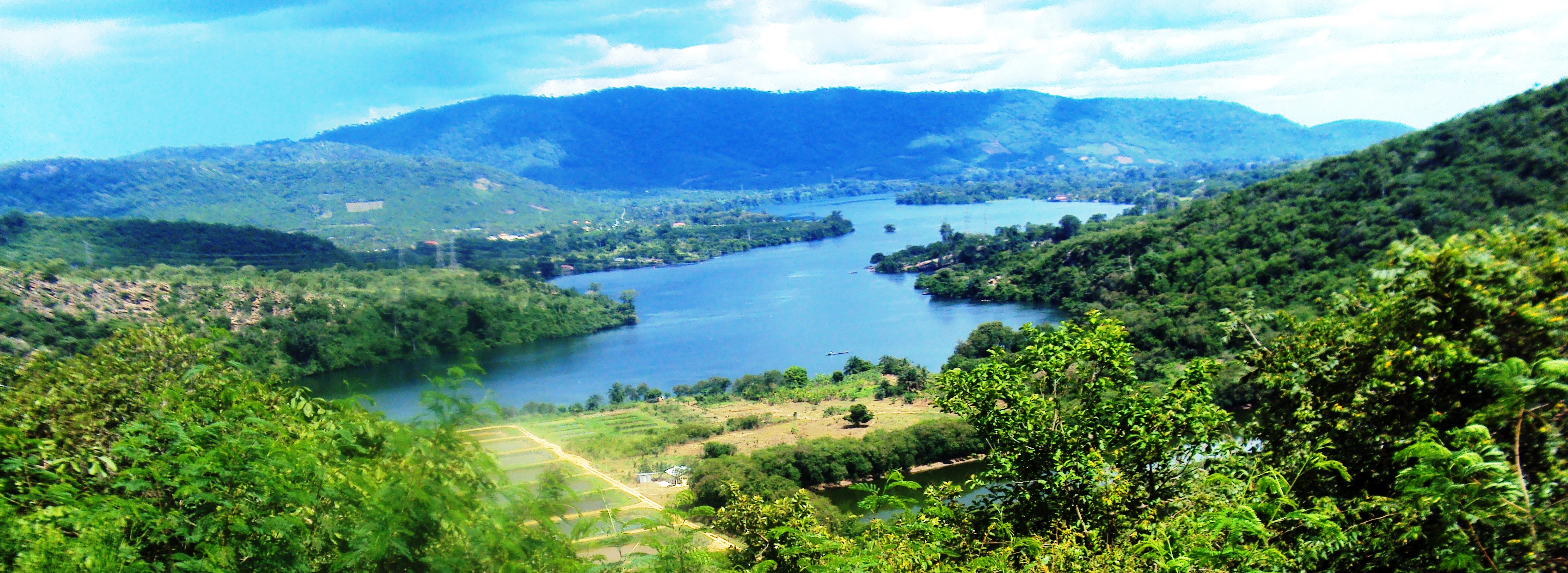
Pohled na Přehradní nádrž Volta

Jedná se o převážně nížinnou oblast, jejích hlavní osu tvoří řeka Volta. Nejvyšší bod s nadmořskou výškou 883 m se nachází v Tožské vrchovině na hranicích s Togem. Sever země se vyznačuje tropickým vnitrozemským klimatem, jih vlhkým rovníkovým klimatem. Většině území státu vévodí savany, jižní části pak deštné lesy.
Na jihu se v průběhu roku vyskytují dvě období dešťů (květen–červen a srpen–září); na severu je pouze jedno období dešťů vrcholící v polovině kalendářního roku. V lednu a únoru přichází horké vzdušné proudění ze Sahary zvané harmatán. Průměrný roční úhrn srážek v pobřežních oblastech je 83 cm.
Na území Ghany se nachází jedna z největších přehradních nádrží světa – Jezero Volta. Od přehradní zdi u obce Akosombo se táhne 520 km severně k Yapei.

## Správní rozdělení

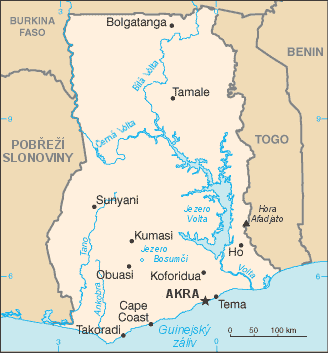
Mapa Ghany

Ghanská republika má 16 oblastí (v závorkách jsou uvedena hlavní města):
- Ashanti (Kumasi)
- Bono (Sunyani)
- Central Region (Cape Coast)
- Eastern Region (Koforidua)
- Greater Accra (Akra)
- Northern Region (Tamale)
- Upper East (Bolgatanga)
- Upper West (Wa)
- Volta (Ho)
- Western Region (Sekondi)
- Oti (Dambai)
- Bono East (Techiman)
- Ahafo (Goaso)
- Western North Region (Wiawso)
- North East Region (Nalerigu)
- Savannah (Damongo)

### Největší města
- Accra
- Kumasi
- Takoradi
- Tamale
- Cape Coast
- Tema

## Demografie
Ghana má 31 072 940 obyvatel (odhad z roku 2020). Hovoří se zde, kromě úřední angličtiny, více než 50 jazyky a nářečími. Nejrozšířenějším jazykem je Či (Twi), jímž hovoří Ašantové soustředění v centrální a severní části země. Jedná se o jazyk z akanské skupiny stejně jako Fanti užívané na pobřeží. Střediskem ašantské kultury je město Kumasi. Vedle akanských kmenů (44 % obyvatel) tvoří významnou část kmeny Moshi-Dagomba na severu země (16 % obyvatel), Ewe (13 % obyvatel) a Ga (8 % obyvatel), oba soustředěné na jihovýchodě země. Běloši tvoří asi 0,2 % obyvatel. Domorodá náboženství vyznává 38 % obyvatel, dále následují křesťané (34 %) a muslimové (30 %). Muslimské obyvatelstvo má své kořeny na severu, ale díky značné vnitřní migraci se řada muslimských obyvatel přesunula na jih – například za prací do zlatých dolů v okolí Obuasi.

## Ekonomika

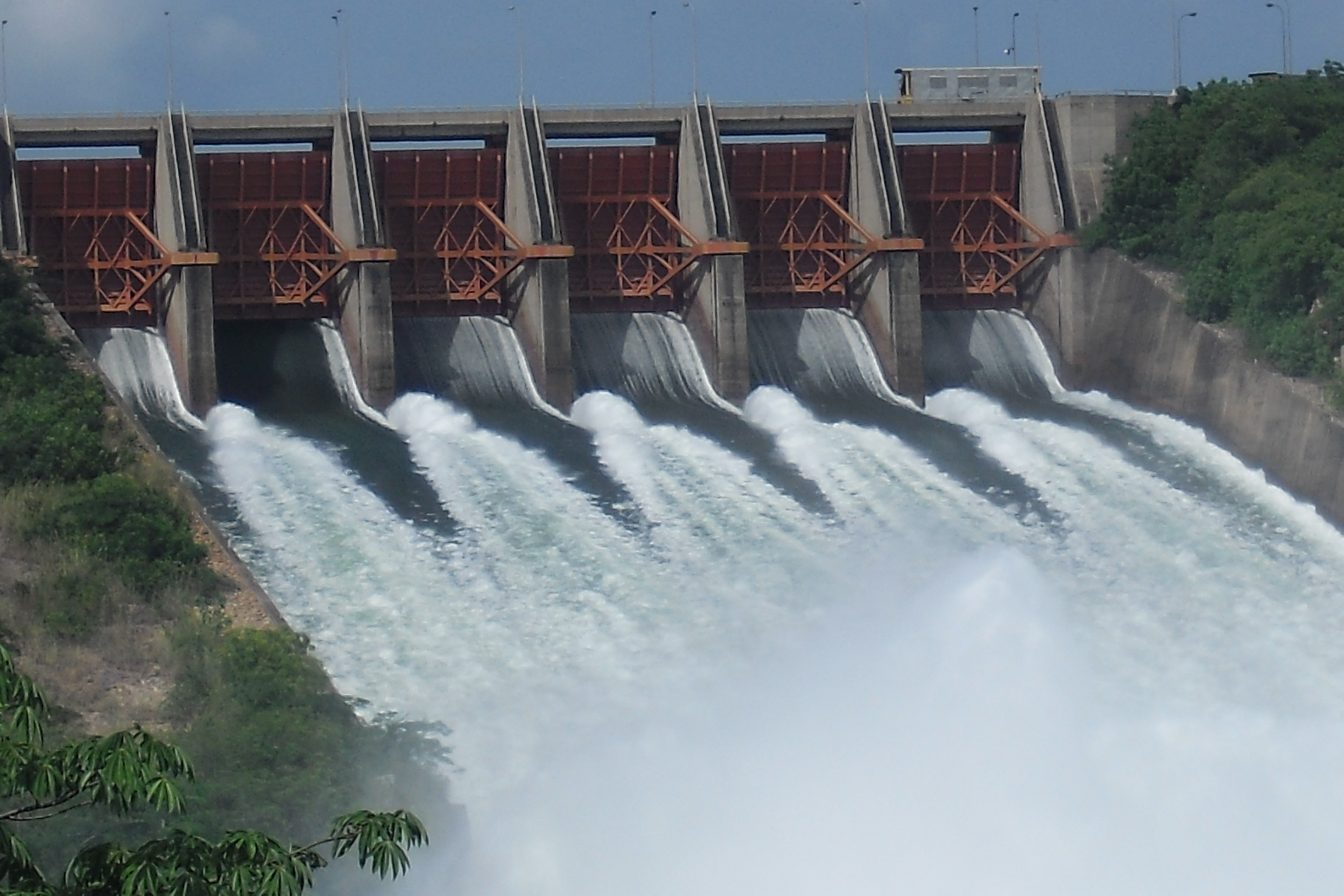
Přehrada Akosombo

Na západoafrické poměry má Ghana bohaté a různorodé zdroje. Přesto je Ghana převážně zemědělská země s většinou pracujících obyvatel zaměstnaných v zemědělství. Mezi tržní plodiny patří kakao, které společně s kakaovými polotovary a tovary vytváří ⅔ vývozních příjmů. Dalšími produkty jsou dřevo, kokosové ořechy a další palmové produkty, ořechy máslovníku, z nichž se vyrábí jedlý tuk, a káva. Ghana také úspěšně vyváží méně tradiční zemědělské výrobky – ananas, ledvinovníky a pepř. Maniok jedlý, sladké brambory, banány, kukuřice, rýže, arašídy, proso, a čirok patří mezi základní potraviny.
V Ghaně se také těží (a vyváží se) hlavně zlato, diamanty, manganová ruda, a bauxit.
Země má nedostatečně rozvinutou dopravní síť. Železnice vybudovaná britskou koloniální správou je značně zastaralá, v provozu je jediná linka spojující město Kumasi a významný přístav Takoradi. Největší přístav v zemi se nachází v Temě. Silniční síť je rozvinutá zejména na jihu. Jediná dálnice spojuje Akru a Temu, pracuje se na dalším úseku ve směru z Akkry do Kumasi. Kotokovo mezinárodní letiště v Akkře slouží jako významná spojnice s jinými městy v Africe, Evropě, Americe a na Blízkém východě. Jsou provozovány i vnitrostátní letecké spoje do Kumasi a Tamale.

### Dětská práce na kakaových plantážích
Z oblasti západní Afriky pochází 70 % světové produkce kakaa. Více než 1,5 miliónu rodinných hospodářství ve státech Ghana, Pobřeží slonoviny, Kamerun a Nigérie je životně závislých na pěstování kakaovníků. Pěstování kakaa ale není lukrativní, rolníci žijí v bídě a najímají si nejlevnější pracovní sílu, často děti. Některé jsou k nim unášeny z okolních států, dle vyšetřování Interpolu z roku 2009 především z Mali a Burkiny Faso. Děti jsou nuceny pracovat dlouhé hodiny, přichází do kontaktu s pesticidy, denně zachází s mačetami, nosí těžké náklady.
Dle výzkumu Payson Centra při Tulane University z roku 2009 bylo za poslední rok nuceno pracovat 15 % dětí, polovina pracovníků na plantážích byly děti a za poslední rok se jich polovina při práci zranila. Dle Amerického ministerstva práce v Ghaně pracuje téměř 44 % dětí ve věku 5–14 let.
V Evropě a USA se šíří kampaně mířící na velké zpracovatele kakaa (Nestlé, Kraft Foods, Hershey), aby pro své výrobky nevyužívaly kakao, na kterém se podílela dětská práce a vyžadovaly výrobky fair trade.

## Politika
Ghana je parlamentní demokracií. V čele státu stojí prezident vzešlý ze všeobecných voleb. Prezident zároveň řídí moc výkonnou spolu se Státní radou.
Zákonodárnou moc má v rukou jednokomorový parlament o 201 členech, z čehož jeden je předsedou sněmovny. Poslanci jsou voleni na čtyři roky. Hlavními politickými uskupeními jsou Nová vlastenecká strana (NPP) a Národní demokratický kongres (NDC).
Nynějším prezidentem je John Dramani MAHAMA (od 24. července 2012 do 7. ledna 2017, podruhé od 7. ledna 2025), poprvé se jím stal po smrti Johna Attu Millse. Kromě úlohy hlavy státu a vlády je prezident rovněž nejvyšším velitelem ozbrojených sil a jmenuje viceprezidenta. Viceprezidentem v letech 2001–2009 byl Alhaji Aliu Mahama, nyní je viceprezidentkou Jane Naana Opoku-Agyemang.
Dne 9. prosince 2016 byl John Dramani Mahama v prezidentských volbách poražen vůdcem opozice Nana Akufo-Addo. Dosavadní prezident Mahama porážku přijal.
Dne 9. prosince 2024 byl znovu zvolen prezidentem John Dramani Mahama, když v prezidentských volbách porazil úřadujícího viceprezidenta Mahamudu Bawumia. Mahama se tak stal prvním prezidentem v historii Ghany, který byl demokraticky zvolen na dvě na sebe nenavazující volební období.
Ghana je součástí Commonwealthu. V řadě ohledů je ghanský politický systém odrazem modelů z Velké Británie a Spojených států amerických.
| Období                     | Jméno | Funkce                                                                |
| -------------------------- | --- | --------------------------------------------------------------------- |
| 6. 3. 1957 – 24. 6. 1957   | Sir Charles Noble Arden-Clarke | generální guvernér reprezentující britskou monarchii jako hlava státu |
| 24. 6. 1957 – 1. 7. 1960   | William Francis Hare, hrabě Listowel | generální guvernér reprezentující britskou monarchii jako hlava státu |
| 1. 7. 1960 – 24. 2. 1966   | Kofi Kwame Nkrumah | prezident; CPP                                                        |
| 24. 2. 1966 – 3. 9. 1969   | Joseph Arthur Ankrah (do 2.4.1969; předseda; voj.), Akwasi Amankwaa Afrifa (od 2.4.1969; předseda; voj.), John Willie Kofi Harlley (bezp.), Emmanuel Kotoka (do 17.4.1967); Albert Kwesi Ocran (voj.) | Rada národního osvobození                                             |
| 3. 9. 1969 – 7. 8. 1970    | Akwasi Amankwaa Afrifa (předseda; voj.), John Willie Kofi Harlley (bezp.), Albert Kwesi Ocran (voj.)                                                                                                  | prezidentská komise                                                   |
| 7. 8. 1970 – 31. 8. 1970   | Nii Amaa Ollennu | úřadující prezident                                                   |
| 31. 8. 1970 – 13. 1. 1972  | Edward A. Akufo-Addo | prezident; bezp.                                                      |
| 3. 1. 1972 – 9. 10. 1975   | Ignatius Kutu Acheampong (předseda; voj.), J. H. Cobbina, C. D. Benni, Anthony Hugh Selormey (voj.), Kwame R. M. Baah (voj.), Kwame B. Agbo (voj.)                                                    | Rada národní spásy                                                    |
| 9. 10. 1975 – 5. 7. 1978   | gnatius Kutu Acheampong | předseda Nejvyšší vojenské rady; voj.                                 |
| 5. 7. 1978 – 4. 6. 1979    | Frederick „Fred“ William Kwasi Akuffo | předseda Nejvyšší vojenské rady; voj.                                 |
| 4. 6. 1979 – 24. 9. 1979   | Jerry John Rawlings | předseda Revoluční rady ozbrojených sil; voj.                         |
| 24. 9. 1979 – 31. 12. 1981 | Hilla Limann | prezident; PNP                                                        |
| 31. 12. 1981 – 7. 1. 1993  | Jerry John Rawlings | předseda Prozatímní rady národní obrany; voj.                         |
| 7. 1. 1993 – 7. 1. 2001    | Jerry John Rawlings | prezident; NDC                                                        |
| 7. 1. 2001 – 7. 1. 2009    | John Agyekum Kufuor | prezident; NPP                                                        |
| 7. 1. 2009 – 24. 7. 2012   | John Evans Atta Mills | prezident; NDC                                                        |
| 24. 7. 2012 – 7. 1. 2017   | John Dramani Mahama | prezident; NDC                                                        |
| 7. 1. 2017 – 7. 1. 2025    | Nana Akufo-Addo | prezident; NPP                                                        |
| 7. 1. 2025 – současnost    | John Dramani Mahama | prezident; NDC                                                        |

## Kultura

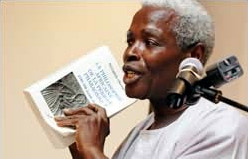
Ayi Kwei Armah

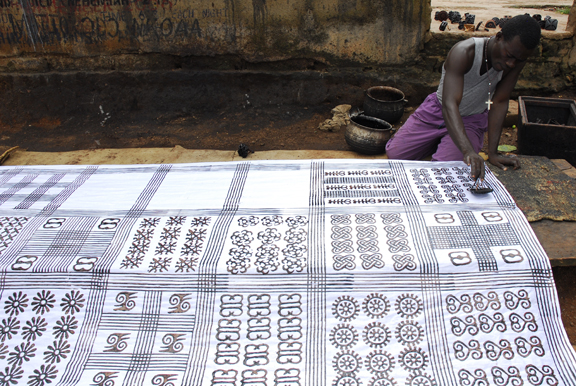
Symboly adinkra tištěné na tkaninu

K nejznámějším ghanským spisovatelům patří Ayi Kwei Armah. Proslul románem The Beautyful Ones Are Not Yet Born (1968). Je rovněž znám jako panafrikanista a návrhem, aby se společným jazykem všech Afričanů stala svahilština.
Na seznam světového kulturního dědictví UNESCO byly zatím zapsány dvě ghanské položky. Ta první obsahuje celou soustavu koloniálních staveb, které v letech 1482 až 1786 vybudovali evropští obchodníci. Součástí této položky jsou tři hrady (Cape Coast, Elmina a Christiansborg) a patnáct pevností. Elmina byla postavena roku 1482 a patří k prvním evropským stavbám mimo Evropu. Druhou položkou jsou tradiční ašantské stavby nedaleko Kumasi, s typickými masivními basreliéfy. Ghana usiluje i o další zápisy, například katedrály v Navrongu nebo některých domorodých památek, jako jsou třeba chatrče ve vsi Nzulezo na jezeře Tadane.
Zcela zvláštním fenoménem ghanské kultury je soustava symbolů zvaná adinkra. Řada těchto symbolů je spojena s nějakou pověstí, příběhem, příslovím, lidovou moudrostí nebo s nějakou ideou či konceptem. Symboly se objevují v architektuře, na keramice, na tradičních tkaninách či v bytovém designu. Nově také na turistických suvenýrech, tričkách, ve formě šperků apod. Symboly vytvořili Bonové, jeden z akanských kmenů, ovšem staly se symbolem celé Ghany. Legendárním tvůrcem je král Nana Kwadwo Agyemang Adinkra, po němž se také jmenují.

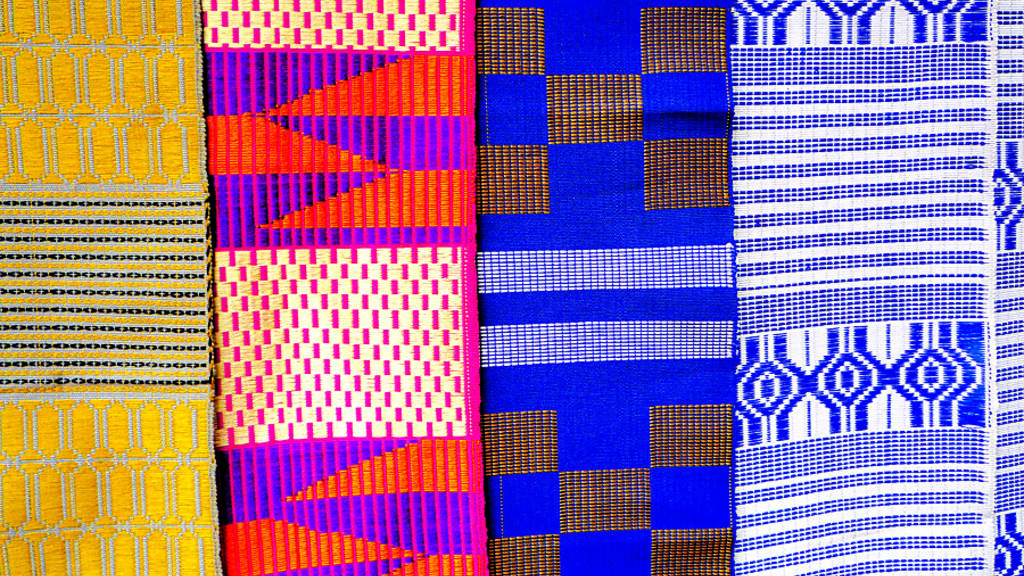
Kente

Velkým symbolem Ghany jsou také tradiční tkaniny zvané kente. Tkaniny jsou typické svou pestrobarevností a geometrickými vzory. Původně byly vyhrazeny jen králům. Každá z barev na látce má svou symboliku, černá odkazuje k duchům předků, modrá je barvou míru a harmonie, hnědá značí Matku Zemi, červená smrt, růžová ženství, žlutá bohatství a plodnost apod. Někteří američtí Demokraté užili v roce 2020 látky kente jako výraz svého odporu vůči rasismu, což však vzápětí vyvolalo kritiku černošských aktivistů. Motivy Kente si také oblíbili evropští návrháři. Když je užil ve své kolekci Louis Vuitton, vyvolalo to debaty o tom, jestli Evropané mají právo využívat toto kulturní dědictví. Ty však utnul autor kolekce, Virgil Abloh, jenž je sám ghanského původů, když vlastnická práva na kulturní dědictví označil za nesmysl a odmítl nechat jimi spoutávat svou inspiraci.

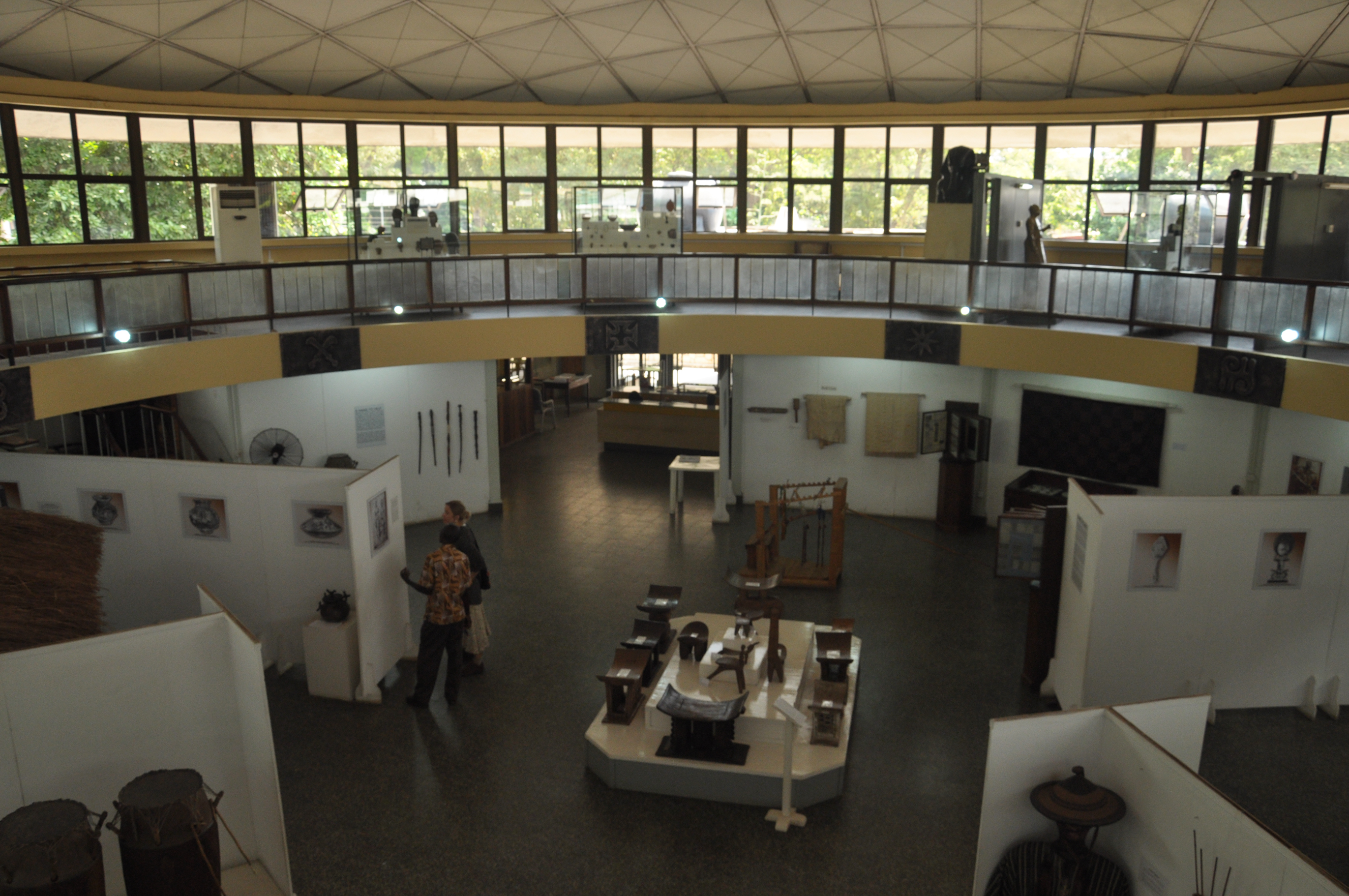
Národní muzeum

Nejvýznamnější ghanskou vzdělávací institucí je Ghanská univerzita. Jde o nejstarší a největší ze třinácti veřejných vysokých škol v zemi. Založena byla roku 1948, tedy v době, kdy byla Ghana ještě britskou kolonií, takže škola byla původně pobočkou Londýnské univerzity. Status univerzity má od roku 1961. Prestiž školy v rámci ghanské společnosti dokládá, že jejími kancléři jsou často prezidenti, v jejím čele stál například zakladatel státu Kwame Nkrumah (1961–1965), vojenský vůdce Joseph Arthur Ankrah (1966–1968), druhý prezident země Edward Akufo-Addo (1970–1971) a Jerry Rawlings (1982–1991). V letech 2008–2018 byl kancléřem univerzity bývalý generální tajemník OSN Kofi Annan.
Významnou institucí je též Národní muzeum Ghany. Vzniklo roku 1957. Je nejstarším a největším muzeem ze šesti muzeí spravovaných Ghanskou radou pro muzea a památky. Muzeum má archeologickou, etnografickou a uměleckou sbírku. Mezi stálé expozice v etnografické galerii patří náčelnické regálie, domorodé ghanské hudební nástroje, zlatá závaží, tradiční textilie a keramika.

### Kuchyně

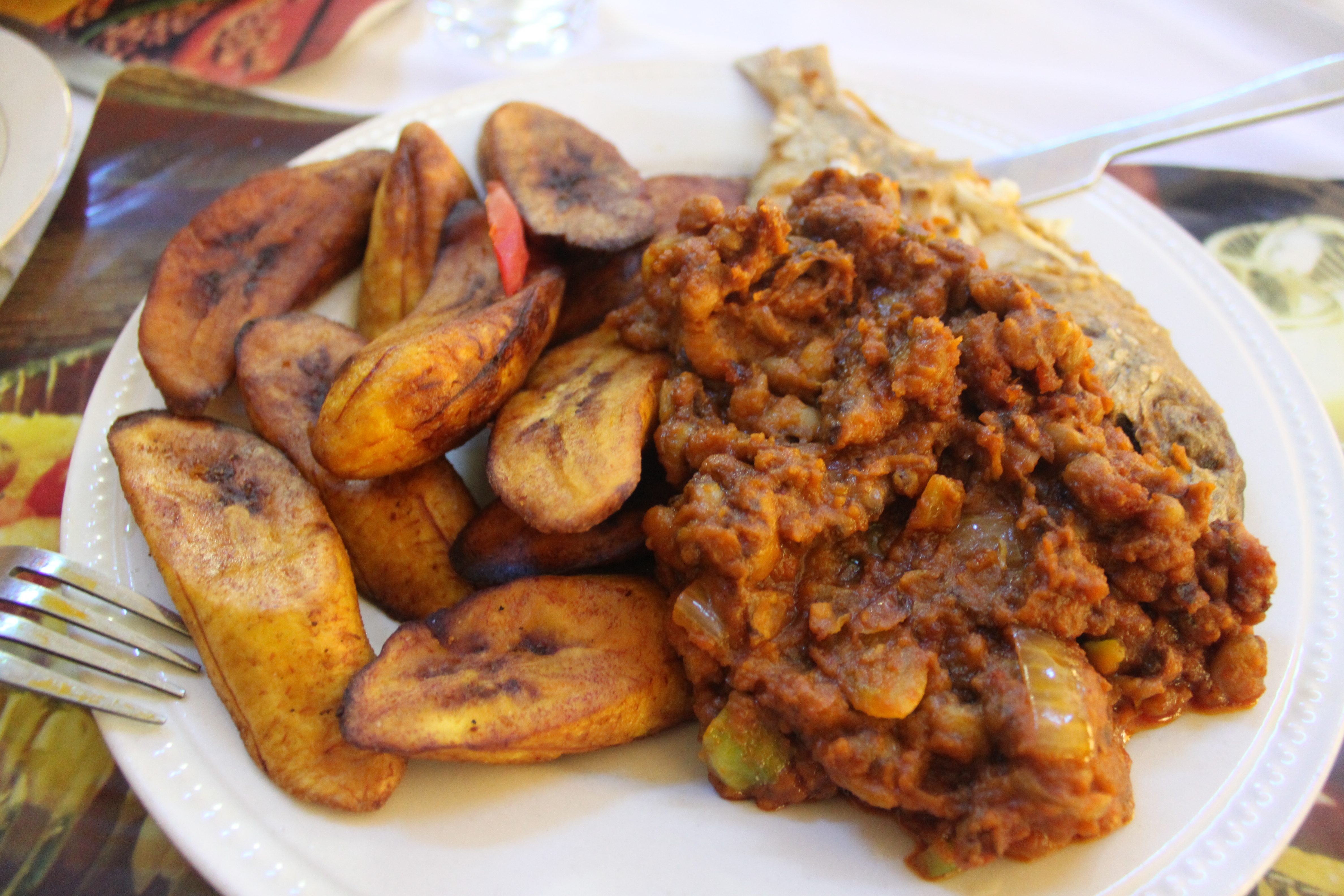
Red red a smažené plantainy

V Ghaně jsou velmi rozšířené malé restaurace zvané chop bars, v nichž se podává tradiční ghanská kuchyně. Typické jídlo z ghanské kuchyně se skládá ze škrobové přílohy a omáčky nebo polévky. K typickým jídlům patří například jollof rice, smažený rýžový pokrm podobný španělské paelle, rozšířený po celé západní Africe. Oblíbené jsou též kelewele, tedy smažené plantainy. Plantain je někdy též nazýván zeleninový banán, neboť se banánu skutečně podobá, ale obsahuje více škrobu, a proto se také častěji tepelně upravuje. Z plantainů je vyroben i další pokrm zvaný etor, do něhož se přidávají arašídy. Častá jsou též jídla na bázi fazolí, například red red, tedy směs fazolí a rýže, nebo tubaani, což je cosi jako fazolový pudink. Exoticky na Evropany působí pokrm zvaný waakye, do něhož se přidává kravská kůže. Základem přílohy je velmi často maniok, nejoblíbenější verze maniokové přílohy se nazývají akple, banku, attiéké a fufu. Alternativou k manioku je kukuřice, z níž se vyrábí příloha zvaná kenkey. Typickým ghanským dezertem je kuli-kuli, sladkost vyráběná z arašídů. Řada nápojů obsahuje kokosové mléko. Pije se též jáhlové pivo a palmové víno.

### Sport

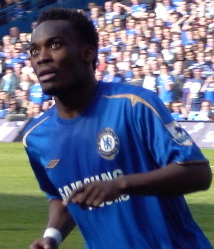
Michael Essien

Ghanská fotbalová reprezentace, přezdívaná Black Stars, čtyřikrát vyhrála Africký pohár národů (1963, 1965, 1978, 1982). Mistrovství světa se zúčastnila třikrát, nejúspěšnější byla na šampionátu v Jihoafrické republice roku 2010, kde se probojovala až do čtvrtfinále, jakožto třetí africká reprezentace v historii (po Kamerunu a Senegalu). Fotbalisté Ghany také získali bronz na olympijském turnaji roku 1992 a jako jediní Afričané vyhráli mistrovství světa ve fotbale hráčů do 20 let, v roce 2009. Ghanské kluby Asante Kotoko SC a Accra Hearts of Oak SC vyhráli Ligu mistrů AFC, nejprestižnější africkou klubovou soutěž. K nejznámějším ghanským fotbalistům patří Asamoah Gyan, který je rekordmanem v počtu reprezentačních startů i vstřelených branek v národním týmu. V roce 2010 byl vyhlášen v anketě BBC africkým fotbalistou roku. Stejného úspěchu dosáhl Abédi Pelé v roce 1992, Samuel Kuffour v roce 2001, Michael Essien roku 2006 a André Ayew v roce 2011. V konkurenční anketě Africké fotbalové konfederace si titul nejlepšího fotbalisty afrického kontinentu vysloužili Ghaňané Ibrahim Sunday (1971), Karim Abdul Razak (1978) a Abédi Pelé, který triumfoval dokonce třikrát (1991, 1992, 1993). V Evropě se z uvedených nejvíce prosadili Pele, který s Olympiquem Marseille vyhrál Ligu mistrů (1992/93), Samuel Kuffour, který stejnou soutěž vyhrál s Bayernem Mnichov (2000/01) a Michael Essien, který to samé dokázal s Chelsea (2011/12).
Poměrně úspěšní jsou ghanští kriketisté, národní tým vyhrál roku 1974 Africký pohár národů, ženy byly na stejné akci čtyřikrát druhé.
Ghana se prvně zúčastnila olympijských her v roce 1952, první medaili získala v Římě roku 1960 a byla to dosud nejcennější medaile, kterou Ghaňané získali – šlo o stříbro, které vybojoval boxer Clement Quartey. Od té doby Ghana získala čtyři bronzy a krom výše uvedených fotbalistů byli všichni medailisté boxeři. V roce 2010 se Ghana prvně zúčastnila i zimních her.

## Náboženství
Ghana je nábožensky rozmanitá země. Podle sčítání lidu z roku 2021 je náboženská příslušnost následující: křesťané 71,3 % (letniční/charismatici 31,6 %, protestanti 17,4 %, katolíci 10 %, ostatní 12,3 %), muslimové 19,9 % (většina sunnité, dále hnutí Ahmadíja a malá množina šíitů), tradiční africká náboženství 3,2 %, ostatní 4,5 % (např. bahaismus, hinduismus a další), bez vyznání 1,1 %. Podle afrikanisty O. Havelky mnoho lidí v Ghaně praktikuje křesťanství nebo islám spolu s některým z tradičních náboženství (vícečetná náboženská identita), ve střední Ghaně typicky s náboženstvím thron nebo vodun, případně jejich synkretismus. V Ghaně je také rozšířené čarodějnictví. Jsou zde známé tábory pro rehabilitované čarodějnice, např. Gambaga Witch Camp v severní Ghaně založený v 18. století a stále fungující. Pokud je – obvykle stará žena, která vyčnívá z průměru – identifikována jako čarodějnice, může se v Ghaně podrobit očistným rituálům – musí ale chtít a být v tom aktivní –, které ji magických schopností a náklonnosti k ubližování lidem mohou zbavit. Léčitel po absolvovaném uzdravovacím rituálu specifickými tahy hladí čarodějnici živou slepicí, poté slepici smrtelně pořeže na hrdle a nechá ji odkráčet. Podle toho, na jakou stranu a jak specificky slepice padne, pozná léčitel, zda byla žena zbavena zlého ducha. Pokud se rituál nezdaří, bývá čarodějnice zavražděna. Jestliže se rituál podaří, smí žena žít, ale musí do smrti zůstat v táboře pro rehabilitované čarodějnice.